# محمد محمد زرد
الشهيد محمد محمد زرد ضابط رائد مصري قاد وحدته للاستيلاء علي النقطة 149 أثناء حرب أكتوبر، وأسر 20 إسرائيليا، وتحامل علي نفسه حتي رفع علم مصر  رغم اصابته برصاصتين في بطنه خلال المعركة التي استخدم فيها السلاح الأبيض. 

## بيانات الشهيد
- الاسم: محمد محمد محمد زرد.
- تاريخ الميلاد: 31 أكتوبر 1943 م.
- محل الميلاد: قرية تفهنا العزب / مركز زفتى - محافظة الغربية.[6]
- تاريخ التخرج من الكلية الحربية: 21 فبراير 1966 م.
- الرتبة والوحدة خلال حرب أكتوبر: رئيس عمليات (ثان) لاحدى وحدات كتائب المشاة بالجيش الثالث الميداني برتبة رائد.
- تاريخ الاستشهاد: 9 أكتوبر 1973 م.
- أهم إنجازاته: إسقاط النقطة الإسرائيلية الحصينة 149.

## حياته العسكرية
بمجرد تخرج زرد من الكلية الحربية عام 1966 م كان ضمن القوات المصرية العاملة في حرب اليمن باليمن الشقيق لمساندة الثورة اليمنية التي اتخذت من ثورة يوليو 1952 بمصر مثلا يحتذى وقدوة تتبع، ولكنه مالبث أن عاد مع استقرار الأوضاع هناك بعد أن قضى هناك قرابة العام. ومع أحداث نكسة يونيو 1967 التي كانت بمثابة الجرح الغائر للعسكرية المصرية، وغطتا الآلام النفسية لهذه النكسة على الآلام البدنية التي كان يشعر بها زرد من الإصابة التي عاد بها في عظام فخذه من اليمن تلك الإصابة التي كانت سببًا في استصدار قرار من قيادة القوات المسلحة بابعاده من الوحدات العسكرية المقاتلة، وإسناد مهمة أخرى اليه وهى التدريس بمدرسة المشاة. وهناك أدى عمله على الوجه الأكمل في الوقت الذي ناشد فيه القيادة بالسماح له بالعودة إلى التشكيلات المقاتلة للمشاركة في الاستعداد لمعركة الثأر والكرامة المرتقبة. وأخيرًا حقق الله أمنيته لاسيما بعد أن عادت ساقه إلى حالتها الطبيعية، وألحق البطل باحدى وحدات المشاة في نطاق الجيش الثالث الميداني في الجبهة على حافة قناة السويس مباشرة امام النقطة الاسرائلية 149.

## قتاله في يوم الكرامة
في يوم 6 أكتوبر من عام 1973 م كلفت القيادة المصرية السرية الأولى من كتيبة الشهيد محمد زرد بتنفيذ عملية اقتناص الدبابات حول النقطة. وعندما الضربة الجوية التي افتتحت مجريات المعركة، ومع التمهيد النيراني للمدفعية المصرية المركزة بدأ التنفيذ بدفع مجموعات اقتناص الدبابات التي كانت أسبق من العدو في احتلال مصاطب مرتفعة.

## الاستشهاد
وفى يوم السادس من أكتوبر من عام 1973 م كلفت القيادة المصرية السرية الأولى من كتيبة الشهيد محمد زرد بتنفيذ عملية اقتحام وتدمير النقطة الحصينة 149 والتي سبق لها التدريب على تنفيذها مرات عديدة قبل السادس من أكتوبر. وتحدد للتنفيذ الساعة الثانية والثلث من يوم 6 أكتوبر ومع بدء الضربة الجوية التي افتتحت مجريات المعركة، ومع التمهيد النيرانى للمدفعية المصرية المركزة بدأ التنفيذ بدفع مجموعات اقتناص الدبابات التي كانت اسبق من العدو في احتلال مصاطب الدبابات حول النقطة. وعندما وصلت احتياطيات العدو القريبة من المدرعات كان ابطال مصر من رجال اقتناص الدبابات المترجلين في صبر ورباطة جأش في انتظارهم بصواريخهم الموجهة فتم تدمير ثلاث دبابات مما أدى إلى فرار باقى الدبابات وانسحابها شرقا.

### لحظة الاستشهاد
كانت المسافة بين خندق زرد ورجالة وبين النقطة الحصينة لا تتعدى المائة متر ولكنها منطقة مكشوفة وشديدة الخطورة.وبنى زرد خطته على التقدم بمفرده إلى منتصف المسافة زاحفا ثم ينهض ويركض بأقصى سرعة إلى دشمة العدو.
وبالفعل بدا زرد في الزحف لأعلى بأقصى مايملك من قوة وهو لا يملك الاعدد قليل من القنابل اليدوية وسلاحه الشخصى مسدس من عيار 9 مم.
وعند منتصف المسافة تقريبا نهض زرد وبيديه قنبلتان كان قد نزع فتيلهما وركض في اتجاه دشمة العدو والقى قنبلته الأولى في المزغل الأول. ثم اتجه بسرعة إلى المزغل الآخر ليلقى فيه بقنبلته الثانية ليسكت هذا الرشاش اللعين ويهوى البطل بجسدة على فتحة المزغل وهو يضغط بكف يده على احشاءه ليعيدها إلى مكانها بعد انا اصابت دفعة رشاش كاملة بطنه واحدثت بها فجوة بجدار بطنه وبعد أن صمت الرشاش الإسرائيلى يلتفت البطل إلى جنودة بصعوبة بالغة وينادى عليهم:
- اعبروا فوقى اصعدوا لأعلى
- اكملوا عملكم طهروا النقطة

وأخيرا أمر المقاتل سمير رجاله بنقل قائده الجريح وبالفعل تم نقلة على وجه السرعة غرب القناة حيث تعهدته ايدى أطباء مستشفى السويس في محاولة لانقاذ حياته.

### في مستشفى السويس
وفى مستشفى السويس فعل الأطباء كل ما في وسعهم لانقاذ البطل ولكن الله سبحانه وتعالى كان قد اعد له منزلة عالية تليق بفدائيته وتضحيته ففاضت روحه إلى بارئها.
وتكتمت القيادة نبأ وفاته نظرا لشهرتة الواسعة في ذلك القطاع.

## دفنه
ودفن البطل بمدافن الشهداء في مدينة السويس.. تلك المدينة التي احبها من كل قلبه فاحبها اهلها من كل قلوبهم.....

## الأنواط والأوسمة
1. نوط الشجاعة العسكري من الطبقة الأولى في يوليو 1970 م.
2. نوط التدريب من الدرجة الأولى في أبريل 1971 م.
3. العديد من شهادات التقدير من وزير الحربية، وقائد الجيش الثالث، وقائد التشكيل.
4. وسام نجمة سيناء من الطبقة الأولى في فبراير 1974 م.
5. وسام الشجاعة الليبي في فبراير 1974 م.